# 1838 год в литературе

## События
- Н. В. Гоголь начинает работу над романом «Аннунциата» (не окончен, отрывок опубликован в «Москвитянине» в 1842 году).

## Книги
- «Искуситель» — произведение Михаила Загоскина.
- «Лигейя» — рассказ Эдгара Аллана По.
- «Песня про царя Ивана Васильевича» — поэма Михаила Лермонтова.
- «Повесть о приключениях Артура Гордона Пима» — роман Эдгара Аллана По.
- «Трагическое положение. Коса времени» — рассказ Эдгара Аллана По.
- «Три жениха» — рассказ Владимира Соллогуба.
- «Рюи Блаз» — пьеса Виктора Гюго.

### Литературоведение
- «Гамлет. Драма Шекспира. Мочалов в роли Гамлета» — цикл статей В. Г. Белинского.

## Родились
- 16 января — Ян Лям, польский писатель, журналист, педагог (умер в 1890).
- 4 сентября — Ашиль Мильен, французский поэт (умер в 1927).
- 6  октября — Софи Вёрисгофер, немецкая писательница (умерла в 1886).
- 7 ноября — Филипп Огюст Матиас Вилье де Лиль-Адам, писатель символизма (умер в 1889).

## Умерли
- 28 января — Александр Иванович Полежаев, русский поэт (родился в 1804).
- 10 ноября — Иван Петрович Котляревский, украинский писатель, поэт и драматург, основоположник современной украинской литературы (родился в 1769).
- 27 ноября — Людвик Осинский, российский польский литературовед, историк и теоретик литературы, переводчик, поэт, драматург (родился в 1775).